# Georges-Anawati-Stiftung
Die Georges-Anawati-Stiftung ist eine gemeinnützige Stiftung privaten Rechts mit Sitz in Rüthen. Die Stiftung ist nach dem ägyptischen Dominikaner Georges Anawati benannt. Sie wurde im Jahr 2000 gegründet. Stifter war Dietger Freiherr von Fürstenberg.

## Auftrag
Die Stiftung hat es sich laut Satzung zur Aufgabe gemacht, „dem Entstehen von Feindbildern aus Unkenntnis und Angst vor dem jeweils Fremden entgegenzuwirken.“ Heute leben insgesamt mehr als 7 Millionen zugewanderte ausländische Einwohner in Deutschland, davon verstehen sich rund 4 Millionen Menschen als Muslime. Die Georges-Anawati-Stiftung will den christlich-islamischen Dialog in Deutschland fördern. „In respektvollem Miteinander und gegenseitiger Achtung, wie es die deutsche Verfassung und Rechtsordnung auch nahelegen, können sie (Christen und Muslime) so einen Beitrag zu einem friedlichen Nebeneinander und produktiven Miteinander leisten.“
Aus dem Stiftungszweck ergibt sich unter anderem der Auftrag, durch die Veröffentlichung wissenschaftlicher und anderer schriftlicher Arbeiten zu einer „Stärkung freundschaftlicher Beziehungen zwischen Völkern und Religionen und damit zur Friedenssicherung und Entspannung beizutragen.“

## Organe der Stiftung
Der Vorstand, der Stiftungsrat und der Beirat sind die Organe der Stiftung. Alle Mitglieder der Stiftungsorgane üben ihre Tätigkeit ehrenamtlich aus.

### Stiftungsrat
Dem Stiftungsrat gehören an:
- Gregor Freiherr von Fürstenberg, Vorsitzender, Vizepräsident bei missio Aachen
- Werner Höbsch, ehemaliger Leiter des Referates für Interreligiösen Dialog des  Erzbistums Köln
- Cosmas Hoffmann, Römisch-Katholischer Theologe

#### Ehrenmitglieder des Stiftungsrates
- Stephan Schröer, Stellvertretender Vorsitzender, Altabt der Benediktinerabtei Königsmünster (Meschede)
- Hans Vöcking, Ordensmann und Islamwissenschaftler
- Konrad von Bonin, ehemaliger Vorstandsvorsitzender des Evangelischen Entwicklungsdienstes

### Vorstand
Der Vorstand wird gebildet von:
- Erwin Waider
- Harald Suermann

### Wissenschaftlicher Beirat
Vorsitzender: Harald Suermann

## Projekte
- Einzelförderung innovativer und vorbildlicher Initiativen[4]
- Herausgabe einer Schriftenreihe zu Themen des christlich-islamischen Dialogs, herausgegeben von Thomas Eich, Mouhanad Khorchide und Stefan Reichmuth.[5]
- Vorschlag für den jährlich verliehenen Pax-Bank-Preis für interkulturellen Dialog:[6]

- Preisträger 2019: Schwester Carol Cooke Eid
- Preisträger 2018: Essener interreligiöses Netzwerk IRE
- Preisträger 2017: Christian Wulff, Altbundespräsident (mit dem Laudator   Mouhanad Khorchide, Münster)
- Preisträger 2016: Tobias Specker, Inhaber des neu gegründeten Stiftungslehrstuhls „Theologie im Angesicht des Islam“
- Preisträger 2015: Talat Kamran, Leiter des Mannheimer Institutes für Integration und Interreligiösen Dialog
- Preisträger 2014: Katholische Friedensstiftung (mit dem Laudator Christoph Berndorff, Initiator des Pax-Bank Preises)
- Preisträger 2013: Dortmunder „Fußballturnier der Religionen“
- Preisträger 2012: Karl Kardinal Lehmann (mit dem Laudator Norbert Lammert)
- Preisträger 2011: Nevfel Cumart (mit dem Laudator Verleger Bruno Kehrein)
- Preisträger 2010: Margret Bretzel vom Orden der Scalabrinerinnen
- Preisträger 2009: Schwester Monika Weber
- Preisträger 2008: Ausstellung „Gesichter des Islam – Begegnung mit muslimischen Frauen und Männern“ – ein Projekt der Arbeitsstelle Islam und Migration im Haus kirchlicher Dienste der Evangelisch-Lutherischen Landeskirche Hannover
- Preisträger 2007: Duisburger Hospitatiosprojekt als religionspädagogische Zusammenarbeit von Katholischer Kirche, Evangelischer Kirche und der Türkisch-Islamischen Union der Anstalt für Religion (DITIB)

- Essay-Wettbewerb für christliche und muslimische Nachwuchswissenschaftler in Kooperation mit der Katholischen Akademie Rottenburg-Stuttgart[11][12]
- Postgraduiertenstipendium in Kooperation mit dem KAAD[13]
- Eigenveranstaltungen, zum Teil in Kooperation mit anderen Trägern[2]